# Déborah Krey
Déborah Krey est une actrice française, née le 9 décembre 1989 à Montpellier.
Elle est surtout connue pour son rôle de « Duchesse » dans la série télévisée Les Invisibles, une série qu'elle porte avec Guillaume Cramoisan.

## Biographie
Déborah Krey naît le 9 décembre 1989 à Montpellier dans le département français de l'Hérault en région Occitanie,,,, avec une mère d'origine suisse.
Déjà toute petite, sa famille ne cessait de lui dire qu'elle ferait un jour du théâtre ou du cinéma.
À l'âge de 11 ans, Déborah Krey joue dans une petite pièce sur la prévention routière sur les planches de la Maison des Jeunes et de la Culture de Castelnau-le-Lez.
Elle entre ensuite dans un lycée privé, pour en finir au plus vite avec les études et pouvoir entamer une formation d'actrice. À 17 ans, elle intègre la Compagnie Maritime, l'école de théâtre du quartier Lepic à  Montpellier. À 18 ans, elle s'inscrit au cours Florent à Paris : « Dès les premières semaines, je me suis dit : 'c'est le métier que je veux faire'. C'est venu instinctivement. J'ai toujours besoin de me surpasser et de créer des choses. J'ai vu très vite qu'avec le théâtre, on vivait des émotions très fortes et c'est très dur de s'en passer une fois qu'on y a goûté ». Elle sort du cours Florent en 2011 avec la mention « très bien ».
En 2014, elle est recrutée par Luc Besson en tant que doublure lumière de Scarlett Johansson dans le film Lucy : « Nous faisons la même taille : 1 m 63 ».
En 2015, elle interprète au cinéma le rôle de Magda dans le film A Love You, une comédie réalisée par Paul Lefèvre et présentée au Festival International du Film de l'Alpe d'Huez,.
En 2017, elle joue dans le téléfilm franco-suisse Altitudes réalisé par Pierre-Antoine Hiroz.
À partir de 2017, Déborah Krey interprète des rôles secondaires dans plusieurs séries télévisées françaises notables comme Crimes parfaits, Camping Paradis, Joséphine, ange gardien, Nina, L'Art du crime, Piste noire et Section de Recherches,.
C'est en 2021 qu'elle se fait surtout remarquer en interprétant, aux côtés de Guillaume Cramoisan, la lieutenante Estelle Lacorderie, une jeune bourgeoise de 25 ans brillante mais peu habituée au terrain surnommée « Duchesse » dans la série Les Invisibles, réalisée par Chris Briant et Axelle Laffont,,,,,.
Déborah Krey a comme modèles « Kate Winslet et Meryl Streep, pour leur féminité et la précision de leur jeu ».
Déborah Krey travaille également dans le doublage. Elle assure par exemple le doublage de la rappeuse et actrice américaine Awkwafina pour Nos pires voisins 2, Ocean's Eight, Bob l'éponge, le film, Crazy Rich Asian ou encore Breaking News in Yuba County,. Elle a aussi prêté sa voix à Tiya Sircar pour Supergirl.

## Filmographie

### Cinéma
- 2015 : A Love You de  Paul Lefèvre : Magda

### Télévision
- 2017 : Altitudes de Pierre-Antoine Hiroz : Kenza
- 2017 : L'Art du crime : Céleste Lafleur (saison 2, épisodes 5 et 6 : Le peintre du diable)
- 2017 : Quadras de Mélissa Drigeard et Isabelle Doval : Jennyfer (mini-série)
- 2018 : Crimes parfaits : Laurence Pringent (saison 1, épisode 5, Entre deux eaux)
- 2018 : Camping Paradis : Anaïs (saison 10, épisode 2 : Un ange gardien au camping)
- 2018 : Joséphine, ange gardien : Julie (saison 19, épisode 3 : Un Noël recomposé)
- 2021 : Section de recherches : Lisa Morelli (saison 14, épisode 4 : Réalités virtuelles)
- 2021 : Nina : Alice (saison 6, épisode 4)
- Depuis 2021 : Les Invisibles : lieutenante Estelle Lacorderie, surnommée "Duchesse"
- 2023 : Piste noire : Charlotte Arnoux (mini-série)
- 2023 : Meurtres à Montauban de Muriel Aubin : Cyrielle Laborie
- 2024 : Contre toi de Christophe Lamotte : Laura Cavalieri (mini-série)
- 2025 : L'Or bleu d'Hippolyte Dard
- 2026 : Les Trois Brestoises de Stéphane Kappes : Leanne Vallauri

## Théâtre
- 2021 : L'embarras du choix, comédie de Sébastien Azzopardi et Sacha Danino.
- 2019/2023 : Le Cercle des Illusionnistes de Alexis Michalik, Théâtre de la Renaissance

## Doublage

### Cinéma

#### Films
- Awkwafina dans :
  - Nos pires voisins 2 (2016) : Christine
  - Ocean's 8 (2018) : Constance
  - Crazy Rich Asians (2018) : Goh Peik Lin
  - Breaking News in Yuba County (2021) : Mina

- 2015 : Kin : Le Commencement : Milly (Zoë Kravitz)

#### Films d'animation
- 2020 : Bob l'éponge, le film : Éponge en eaux troubles : voix additionnelles

### Télévision

#### Séries télévisées
- 2018-2019 : Black Lightning : Wendy Hernandez (Madison Bailey) (6 épisodes)
- 2019 : The Bay : Holly Meredith (Darci Shaw) (4 épisodes)